# Фик (аэродром)
Фик (ивр. פיק‎) — израильский аэропорт, расположенный на Голанских высотах, в районе регионального совета Голан, недалеко от города Кацрин.

## Использование
Аэродром Фик используется для авиации общего назначения. Активность на аэродроме снизилась в последние годы.[когда?] Компания Elbit Systems использует взлетно-посадочную полосу для полётов беспилотных самолетов собственного производства.
В 2001 году на аэродроме была проведена финальная гонка чемпионата Израиля по картингу. Существует также план превращения в будущем аэропорта в ипподром.

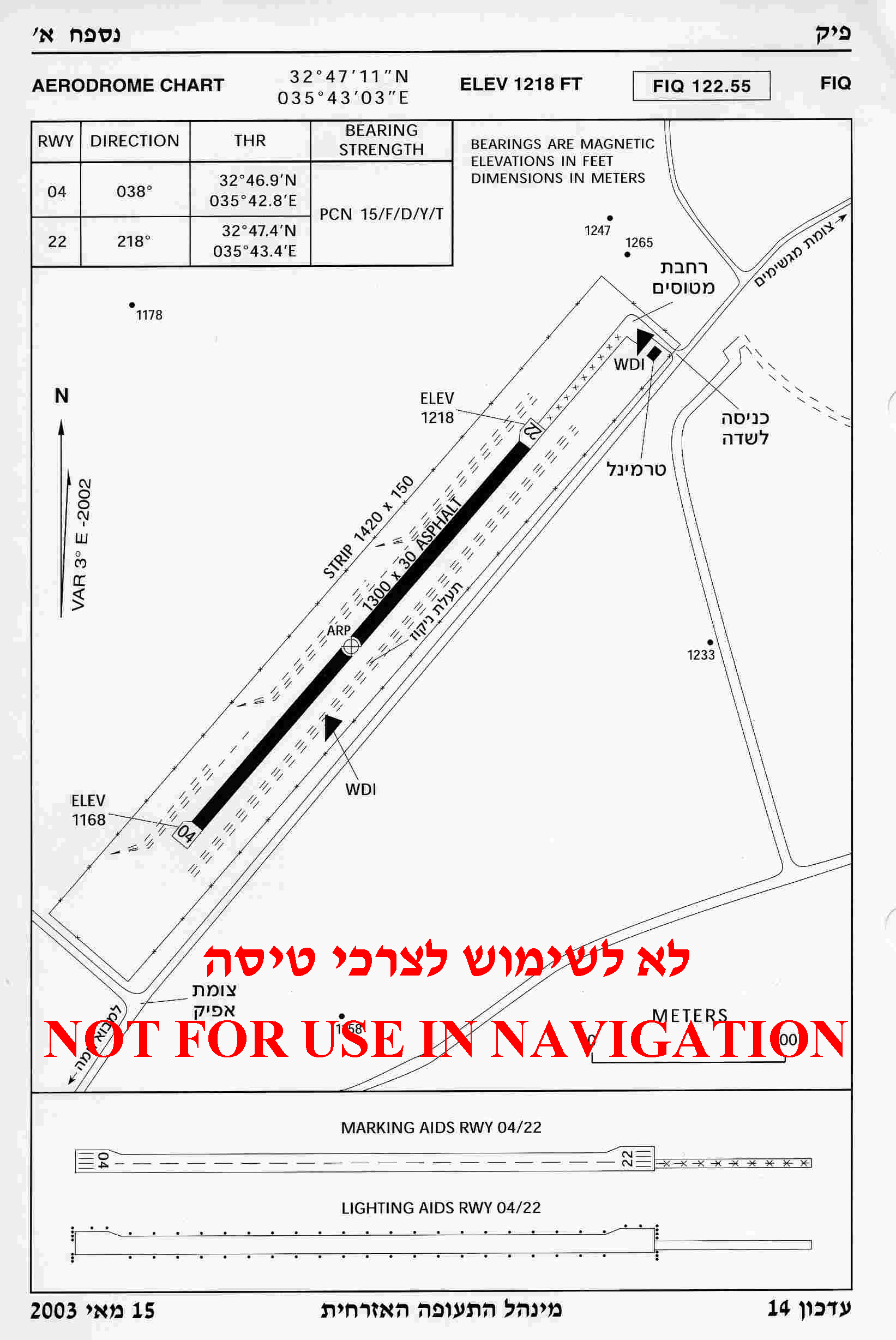
Схема ВПП аэродрома Фик